# Benício
Benício, nome artístico de José Luiz Benício da Fonseca (Rio Pardo, 14 de dezembro de 1936 – Rio de Janeiro, 7 de dezembro de 2021) foi um ilustrador e desenhista brasileiro.
Começou carreira no mercado editorial ainda na década de 50 e seus traços ajudaram a moldar a estética do cinema brasileiro, driblando momentos mais conturbados da ditadura. Pianista na adolescência, Benício abandonou a música para se dedicar ao desenho e à ilustração. Em mais de 50 anos de carreira criou milhares de capas de livretos de bolso, mais de 300 cartazes do cinema nacional e centenas de capas de disco, anúncios de publicidade e ilustrações para livros.
Entre seus trabalhos mais famosos, destacam-se o cartaz do filme Dona Flor e Seus Dois Maridos e as capas das histórias de Giselle, a espiã nua que abalou Paris, sobre a heroína que usava da beleza e da sedução para espionar para os Aliados na Paris ocupada da Segunda Guerra Mundial e de sua filha, Brigitte Montfort, a agente da CIA conhecida como Baby.
Era conhecido como o "mestre das pin-ups" brasileiro.

## Biografia
Benício nasceu na cidade de Rio Pardo, em 1936, no Rio Grande do Sul. Tinha 4 anos quando a família se mudou para Porto Alegre. Aos 15 anos, foi contratado para seu primeiro emprego formal, na agência de publicidade Clarim, trabalhando também como pianista na Rádio Gaúcha, escondido de sua mãe.

## Carreira

Famoso cartaz da pornochanchada A Super Fêmea, com Vera Fischer, um dos mais famosos trabalhos de Benício nos anos 70.

Começou como aprendiz de desenhista em Porto Alegre e com apenas 16 anos transferiu-se para ao Rio de Janeiro em 1953, passando a trabalhar em departamentos de arte de agências de publicidade e na Editora Rio Gráfica. Benício chegou a ilustrar história em quadrinhos românticas, roteirizada por Edmundo Rodrigues mas nunca se considerou apto para isso.
Em 1961, começou a trabalhar para a McCann Erickson Publicidade, fez importantes trabalhos para a Coca-Cola, Esso e outros grandes clientes. Em 1963, começou a trabalhar para a Denison Propaganda. Na década de 1960 ficou famoso por suas ilustrações de mulheres voluptuosas para capas de livros de bolso pulp da extinta Editora Monterrey, particularmente a série Memorias secretas de Giselle, a espiã nua que abalou Paris, que tinha os textos feitos pelo jornalista David Nasser e centenas de livros da coleção ZZ7, com a filha de Gisele, "Brigitte Montfort", também uma sexy, linda e voluptuosa espiã, aventuras que tiveram cerca de 1,5 mil volumes publicados em quatro décadas e se tornou um fenômeno no mercado brasileiro de livros de bolso.
Adepto das mulheres com curvas e da exaltação do corpo feminino, como Vargas, o célebre desenhista da Playboy norte-americana, Benício ficou conhecido como o "mestredas pin-ups" brasileiro, e tem como sua maior influência o trabalho do artista norte-americano Norman Rockwell, por mais de quatro décadas o ilustrador das capas do Saturday Evening Post.
Nos anos 1970, foi o mais solicitado e famoso ilustrador de cartazes do cinema nacional, produzindo mais de 300 em duas décadas. Também se viu obrigado a driblar e negociar com a censura da ditadura militar para aprovar seus trabalhos, entre eles duas imagens que se tornaram ícones do cinema nacional: o cartaz da pornochanchada A Super Fêmea, que lançou Vera Fischer ao estrelato, e o de Dona Flor e Seus Dois Maridos, considerado por mais de trinta anos o filme de maior público da história do cinema brasileiro. Ele também foi o responsável por todos os cartazes dos filmes dos Trapalhões. Benício considera seu trabalho para o cartaz do filme Independência ou Morte, de 1972, para o qual Tarcísio Meira, que fez o papel principal de Dom Pedro I, posou ao vivo para ele, o mais elaborado de sua carreira nesta área.

Cartaz de Independência ou Morte, de 1972

Benício continuou em grande atividade pelos anos 1980, trabalhando sempre com tinta a guache, até a posse do presidente Fernando Collor, que fechou a Embrafilme e paralisou a produção cinematográfica no Brasil por falta de financiamento. Em 1992, criou uma ilustração para o rótulo da Catuaba Selvagem, se inspirando no personagem Conan o Bárbaro.
Com a chamada 'Retomada', já nos anos 2000, e a substituição do pincel pelo computador, tornando a execução dos trabalhos mais baratos, Benício passou a ser menos solicitado pelo cinema. Com mais de 50 anos de carreira, ilustrando projetos de arquitetura e autor de trabalhos para as revistas Veja, Playboy e Isto É, entre outras, Benício passou a se dedicar a ilustrações de anúncios publicitários e matérias internas de revistas, em seu estúdio particular no Leblon, Rio de Janeiro.

### Livros
Em 2011, a editora Reference Press publicou o artbook Sex & Crime: The Book Cover Art of Benicio. No fim de 2012, a editora Opera Graphica lançou E Benício criou a mulher, do jornalista Gonçalo Junior, que conta a história pessoal e profissional do artista e traz mais de 200 ilustrações feitas por ele para diversos veículos através das décadas. O livro é uma obra revista, atualizada, revista e ampliada de Benicio - Um perfil do mestre das pin-ups e dos cartazes de cinema, do mesmo autor, lançada em 2006.
Em 2014, a editora Reference Press publicou o segundo volume de Sex & Crime: The Book Cover Art of Benicio, após uma campanha de financiamento coletivo no site Catarse. No primeiro semestre de 2021, Benício foi convidado pela Funarte a participar da série "Memória Funarte", dedicada a registrar as memórias de personagens com importância na arte do Brasil.

## Últimos anos e morte
Benício tinha sofrido dois acidentes vasculares cerebrais até 2014, quando já não conseguia mais desenhar, uma vez que perdera os movimentos da mão direita.
Benício faleceu em 7 de dezembro de 2021, aos 84 anos, no Rio de Janeiro. A causa da morte não foi revelada.

## Prêmios
1986
- Grand-prix de ilustração no Prêmio Colunistas

1990
- Prêmio de ilustração arquitetônica do Instituto de Arquitetos do Brasil, pelo projeto Orla Marítima da cidade do Rio de Janeiro.

2018
- Prêmio Claudio Seto" recebido durante a Bienal de Quadrinhos de Curitiba.[18]